# Baronía de Alcácer
La baronía de Alcácer es un título nobiliario español creado por el rey de Aragón Alfonso V el Magnánimo el 7 de febrero de 1443 en favor de Juan Catalá Zanoguera, noble del reino de Valencia.
Este título fue rehabilitado en 1917 por el rey Alfonso XIII a favor de María del Carmen Núñez-Robres y Galiano, más tarde monja reparadora con el nombre de Sor María de la Anunciada. Era hija de Fernando Núñez-Robles y Salvador y de su esposa María del Carmen Galiano y Talens, marquesa de Montortal.
Su denominación hace referencia al municipio de Alcácer en la provincia de Valencia.

## Barones de Alcácer
|                                     | Titular                                            | Periodo                             |
| Creación por Alfonso V el Magnánimo | Creación por Alfonso V el Magnánimo                | Creación por Alfonso V el Magnánimo |
| ----------------------------------- | -------------------------------------------------- | ----------------------------------- |
| I                                   | Juan Catalá Zanoguera                              | 1443-                               |
| Rehabilitado por Alfonso XIII       |                                                    |                                     |
| XIX                                 | María del Carmen Núñez-Robres y Galiano            | 1917-                               |
| XX                                  | Fernando Núñez-Robres y Galiano                    |                                     |
| XXI                                 | José Antonio Núñez-Robres y Rodríguez de Valcárcel | 1970-1972                           |
| XXII                                | Fernando Luis Núñez-Robres y Escrivá de Romaní     | 1973-2020                           |
| XXIII                               | María Núñez-Robres y Patiño                        | 2020-hoy                            |

## Historia de genealógica
- Juan Catalá Zanoguera, I barón de Alcácer.

Rehabilitado en 1917 por:
- María del Carmen Núñez-Robres y Galiano (1878-1948), XIX baronesa de Alcácer. Era hija de Fernando Núñez-Robres Salvador, senador, caballero maestrante de Valencia y académico de la Real Academia de Bellas Artes de San Carlos, y de su esposa, Carmen Galiano y Talens, VI marquesa de Montortal y dama de la Real Maestranza de Caballería de Valencia.[2]

Sin descendientes, le sucedió, en 1949 su hermano:
- Fernando Núñez-Robres y Galiano (Valencia, 13 de febrero de 1882-Valencia, 10 de agosto de 1969),[3] XX barón de Alcácer, VI marqués de la Calzada, VII marqués de Montortal, VII marqués de Montenuevo, caballero maestrante de la Real Maestranza de Caballería de Valencia]], diputado a Cortes, académico de la Real Academia de Bellas Artes de San Carlos y gentilhombre de cámara con ejercicio.

Casó, en Valencia el 25 de enero de 1907, con María del Pilar Rodríguez de Valcárcel y de León (19 de noviembre de 1862-3 de mayo de 1930), VIII condesa de Pestagua y marquesa de la Roca. Sucedió su hijo en 17 de noviembre de 1970:
- José Antonio Núñez-Robres y Rodríguez de Valcárcel (13 de noviembre de 1915-28 de noviembre de 1972), XXI barón de Alcacer,  X conde de Pestagua, VIII marqués de la Roca,[4]  VII marqués de la Calzada, VIII marqués de Montortal y VII marqués de Montenuevo.

Casó con María del Pilar Escrivá de Romaní y Patiño, hija de los condes de Sástago. En 1976 le sucedió su hijo en 1973:
- Fernando Luis Núñez-Robres y Escrivá de Romaní (n. Madrid, 7 de enero de 1963), XXII barón de Alcácer, VIII marqués de la Calzada, XI conde de Pestagua, IX marqués de Montortal,  IX marqués de Montenuevo y caballero maestrante de Valencia.

Casó, el 8 de junio de 1990 en Madrid, con María Patiño y Vilallonga, hija de los barones de Bétera. Le sucedió por distribución con fecha 14 de febrero de 2020 su hija:
- María Núñez-Robres y Patiño (n. 1996), XXIII y actual baronesa de Alcácer